# Gornje Moštre
Gornje Moštre är en ort i Bosnien och Hercegovina.   Den ligger i entiteten Federationen Bosnien och Hercegovina, i den centrala delen av landet, 25 km nordväst om huvudstaden Sarajevo. Gornje Moštre ligger 410 meter över havet och antalet invånare är 4 009.
Terrängen runt Gornje Moštre är huvudsakligen kuperad, men den allra närmaste omgivningen är platt. Gornje Moštre ligger nere i en dal. Runt Gornje Moštre är det ganska tätbefolkat, med 93 invånare per kvadratkilometer.. Närmaste större samhälle är Visoko, 3,8 km sydost om Gornje Moštre. 
Omgivningarna runt Gornje Moštre är en mosaik av jordbruksmark och naturlig växtlighet.